# Operation Phoenix
Pour les articles homonymes, voir Phénix (homonymie).
Cet article concerne l'album  du groupe  Good Riddance. Pour l'opération américaine lancée pendant la guerre du Viêt Nam, voir Opération Phoenix.
Albums de Good Riddance
Ballads From The Revolution The Phenomenon Of Craving
Operation Phoenix est le quatrième album studio du groupe de punk hardcore américain Good Riddance. Il est sorti en 1999.

## Composition du groupe
- Russ Rankin (en) : chant
- Luke Pabich : guitare
- Chuck Division : basse
- Sean Sellers : batterie

## Liste des chansons de l'album
1. Shadows Of Defeat - 2:12
2. Blueliner - 1:38
3. The Hardest Part - 1:43
4. Eighteen Seconds - 0:30
5. Heresy, Hypocrisy, And Revenge - 2:21
6. Self-Fulfilling Catastrophe - 2:06
7. Article IV - 2:59
8. Indoctrination - 1:09
9. Shit-Talking Capitalists - 1:26
10. Letters Home - 2:22
11. 30 Day Wonder - 1:52
12. Dear Cammi - 1:04
13. Yesterday Died-Tomorrow Won't Be Born - 1:38
14. Winning The Hearts and Minds - 2:19
15. A Time And A Place - 1:50
16. Second Coming (reprise de Battalion Of Saints) - 1:26
17. After The Nightmare - 2:30

Après un blanc de 4:37, apparaît un morceau-fantôme : My War (reprise de Black Flag) - 3:43